# TRIB3
El homólogo 3 de Tribbles (TRIB3) es una proteína codificada por el gen trib3.
TRIB3 es una posible proteína quinasa inducida por la transcripción del factor NF-KB. Esta proteína es un regulador negativo de NF-KB y puede también sensibilizar a las células para sufrir apoptosis inducida por TNF y TRAIL. Además, esta proteína puede regular negativamente a la quinasa AKT1 implicada en la supervivencia de la célula.

## Interacciones
La proteína TRIB3 ha demostrado ser capaz de interaccionar con:
- CSNK2B[4]
- TIAF1[4]
- RELA[5]
- MCM3AP[4]
- ATF5[4]
- Granulina[4]
- ATF4[6][4]
- AKT1[1]
- Fibronectina[4]
- SIAH1[4]